# Rouy-le-Grand
Rouy-le-Grand település Franciaországban, Somme megyében. Lakosainak száma 100 fő (2022. január 1.). Rouy-le-Grand Béthencourt-sur-Somme, Mesnil-Saint-Nicaise, Nesle, Rouy-le-Petit és Voyennes községekkel határos.

## Népesség
A település népessége az elmúlt években az alábbi módon változott:
| Lakosok száma | 108  | 109  | 113  | 107  | 105  | 103  | 102  | 101  | 100  |
|               | 2013 | 2015 | 2016 | 2017 | 2018 | 2019 | 2020 | 2021 | 2022 |